# ستة بنسات (أسترالية)

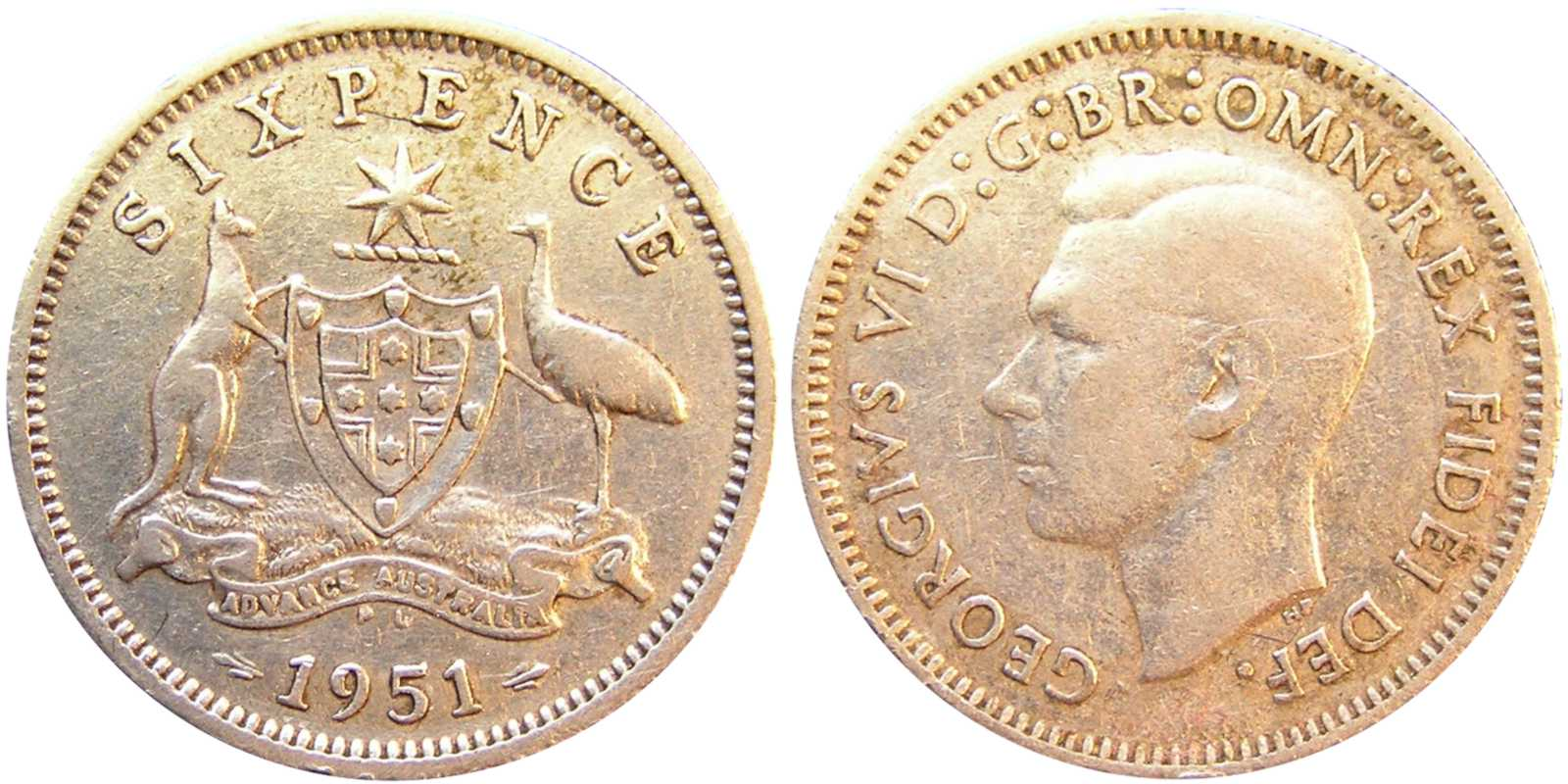
ستة بنسات من عام 1951، مع الجانب الخلفي على اليسار

تداولت العملة الأسترالية من فئة الستة بنسات منذ عام 1910 وحتى تحويل العملة الأسترالية إلى النظام العشري في عام 1966. سكت العملات المعدنية في البداية في إنجلترا؛ ومع ذلك، بدأت أستراليا في سك عملاتها المعدنية الخاصة في عام 1916 في فروع دار السك الملكية في سيدني وملبورن. كانت العملات المعدنية التي تشكل العملة الأسترالية قبل النظام العشري متطابقة مع العملة البريطانية من حيث الوزن والحجم. قانون العملات المعدنية لعام 1909-1947، سمح بإصدار العملات المعدنية الأسترالية بفئات مختارة، بما في ذلك العملة المعدنية فئة الستة بنسات.  بحلول عام 1916، أصبح من الممكن سك جميع فئات العملات الفضية، بما في ذلك فئة الستة بنسات، في فرع دار سك العملة الملكية في ملبورن. انشئت العملة الأسترالية الفريدة بنظام العشرية في عام 1966.
في وقت ظهور العملة المعدنية ذات الستة بنسات، كانت حياة الأستراليين "إنجليزية للغاية". "لقد كانت الأموال تتدفق عبر أغاني الأطفال حتى شكسبير؛ وعلى الأرض، كان "جنيه مقابل جنيه" يعني أخبارًا جيدة لمزارعي الصوف؛ وكانت المدارس التي تضم طفلين تحتاج إلى بنسات للعب؛ وكانت الكلمات العامية التي تشير إلى المال، مثل زاك، وترايبوب، ودينا، وكويد، تملأ اللغة".

## الأصل
تأسست كومنولث أستراليا في عام 1901، من خلال انضمام المستعمرات الست ذات الحكم الذاتي معًا.
مع تأسيس الكومنولث في عام 1901، كانت العملة الأسترالية تتكون من العملات الذهبية والفضية والبرونزية من المملكة المتحدة. في البداية، كان سعر الستة بنسات مطابقًا لسعر العملة البريطانية من حيث "الوزن والدقة". جعل قانون العملات لعام 1909 العملات الأسترالية من فئة ستة بنسات، وفلورين، وشلن، وثلاثة بنسات، وبنس ونصف بنس عملة قانونية.
نص قانون عام 1909 على أن تكون دفعات العملات الفضية من عيار 925، أي أنه في كل 1000 عملة، يجب أن تكون عيار 925 من الفضة والباقي من سبائك النحاس.
في الأول من مارس عام 1910، وصلت سفينة آر إم إس أوترانتو إلى سيدني وهي تحمل الشحنة الأولى من شلنات الكومنولث الأسترالي الفضية من دار سك العملة الملكية في لندن وصلت عملات معدنية أخرى، بما في ذلك ستة بنسات، في وقت لاحق من العام، لتكمل مجموعة العملة الفضية الأسترالية الجديدة. كانت العملات الأسترالية الأولى التي شحنت تحمل تمثال نصفي لإدوارد السابع، الذي توفي قبل وصول العملات الأسترالية.
أصل كلمة ستة بنسات مشتق من "ساكس بنس". هناك مصطلح آخر للعملة المعدنية الستة وهو "زاك"، والذي قاموا بتسجيله لأول مرة في اللغة الإنجليزية الأسترالية في تسعينيات القرن التاسع عشر. كما استخدم بمعنى "مبلغ ضئيل من المال". على الرغم من أن العملة المعدنية ذات الستة بنسات لم تعد مستخدمة في أستراليا، إلا أن كلمة "zac" لا تزال مستخدمة في أستراليا ولها ذكريات طيبة.

## التصاميم
من المعتاد أن يتغير الاتجاه الذي يواجهه الملوك البريطانيون على العملات المعدنية مع كل عهد. يُعتقد أن هذا بدأ مع تشارلز الثاني، الذي رفض أن ترسم صورته بنفس طريقة رسم أوليفر كرومويل، في محاولة منه لإدارة ظهره للرجل الذي قطع رأس والده.
لم يتغير تصميم العملة الأسترالية من فئة الستة بنسات لمدة 50 عامًا، وسجلت أنها العملة التي تعرضت للأقل تغييرًا. كانت آخر ستة بنسات سكت في عام 1963 في ملبورن تحمل نفس الوجه الخلفي للعملة المعدنية الأولى التي سكت على الإطلاق في عام 1910 في لندن.
1910: كان وجه العملة المعدنية المكونة من ستة بنسات والتي كانت متداولة خلال عام 1910 يحمل صورة إدوارد السابع متوجًا ومرتديًا رداءه مواجهًا لليمين، وشعار الكومنولث الأسترالي على الوجه الخلفي، وفقًا لما أقره الملك. صمم ويليام دي سولس، كبير النقاشين في دار السك الملكية، الوجه الأمامي للعملة المعدنية المكونة من ستة بنسات والتي تحمل صورة الملك إدوارد السابع. تظهر الأحرف الأولى من اسم DeSaulles DES في قاعدة العملة المعدنية ذات الستة بنسات الصادرة عام 1910.
1911–1936: وصلت العملات المعدنية إلى أستراليا بعد وفاة الملك إدوارد السابع. عندما توفي الملك في عام 1910، اعتلى جورج الخامس العرش. العملات المعدنية التي سكت بعد عام 1911، كان وجهها يحمل صورة الملك جورج الخامس متوجًا ومتجهًا إلى اليسار.
1938-1952: اعتلى الملك جورج السادس العرش في 10 ديسمبر 1936، بعد تنازل إدوارد الثامن عن العرش. أعجبت دار سك العملة الملكية بالطبيعة المرتبطة بمصمم العملات المعدنية، وعمل توماس هاي باجيت في ميدالية أمير ويلز التذكارية لعام 1935، مما أدى إلى مطالبة باجيت بالانضمام إلى مسابقة العملات المعدنية الجديدة لصعود إدوارد الثامن إلى العرش. نجح تصميم باجيت في الاختيار، ولكن لم يستخدم أو يصدر بعد تنازل إدوارد الثامن عن العرش. أنشأ باجيت تصميمًا جديدًا تم استخدامه لإحياء ذكرى تتويج جورج السادس. صورته العملة وهو ينظر إلى اليسار بدون تاج. الشيء الوحيد الذي تغير مع عملة جورج السادس هو الكتابة على الوجه. بين عامي 1938-1948 و1950-1952، صورت كلمات مختلفة على العملات المعدنية، ويمكن رؤية ذلك بمزيد من التفصيل أدناه.
1953: اعتلت الملكة إليزابيث الثانية العرش بعد وفاة والدها الملك جورج السادس في فبراير 1952. تغير تصميم العملات المعدنية في الكومنولث الأسترالي لتصوير صورة الملكة على الوجه. وظل العكس كما هو. وعلى نحو مماثل، بالنسبة لعملة جورج السادس، تغيرت الكتابة المرسومة على العملة المعدنية للملكة إليزابيث الثانية بين عامي 1953-1954 و1955-1963. يمكنك رؤية المزيد من التفاصيل أدناه.
في نهاية المطاف، من بين كل العملات المعدنية التي سبقت النظام العشري، فإن العملة المعدنية ذات الستة بنسات هي العملة الوحيدة التي لم يتغير وجهها الخلفي. يتكون الجانب الخلفي من شعار النبالة الذي وافق عليه إدوارد السابع في عام 1908. كانت السمة الرئيسية للشعار عبارة عن درع مشتق من شعار النبالة الأسترالي، والذي كان مدعومًا بكنغر وإيمو ونجمة سباعية الرؤوس كشعار، بالإضافة إلى عبارة "Advance Australia" على اللفافة الموجودة أسفله. يُعتبر هذا أمرًا مفاجئًا نظرًا لأن رمز شعار النبالة لعام 1908 قد تغير في عام 1912 داخل أستراليا، وبالتالي أصبح قديمًا بالنسبة لمعظم فترة ما قبل العملة العشرية. لم تظهر النسخة الجديدة من شعار النبالة بالشكل الصحيح حتى عام 1966 على قطعة الخمسين سنتًا.
تشير أرقام سك العملة المعدنية في خزانة الكومنولث إلى أنه في عام 1951 إصدر 13,760,000 عملة معدنية من فئة ستة بنسات. إنتجت هذه العملات المعدنية في دار سك العملة الملكية في ملبورن؛ ومع ذلك، يُظهر الفحص باستخدام عدسة مكبرة وجود نقش للأحرف PL، وهي علامة دار سك العملة التي توضح أن العملة المعدنية سكت في دار سك العملة الملكية في لندن.

## القيمة
تعتبر فئة الستة بنسات الصادرة عام 1918 هي الأندر والأكثر قيمة، حيث تصل قيمتها إلى 40 دولار أسترالي في حالة جيدة للغاية و200 دولار أسترالي في حالة غير متداولة.
كما أن العملات المعدنية من فئة ستة بنسات الصادرة في أعوام 1916 و1917 و1912 و1920 و1914 و1911 نادرة أيضًا، كما أن العملات المعدنية الصادرة في عامي 1935 و1924 نادرة.
غير متداولة: تشير إلى العملة المعدنية غير المتداولة التي تتمتع بلمعان جديد مع تفاصيل واضحة لرؤوس الإيمو والكنغر. يجب أيضًا ألا يظهر التكبير أي عيوب، ويجب ألا يظهر على ريش الإيمو أي أثر للتآكل.
ممتازة للغاية: فيما يتعلق بالعملات المعدنية الممتازة، فهذه هي العملات التي تظهر عليها خدوش سطحية، من المزالق والناقلات الخاصة بالآلات، فضلاً عن بقاء قدر كبير من بريق دار سك النقود.
كانت الستة بنسات هي الوسيلة المفضلة للتبادل، لذلك كان من الصعب على هواة الجمع الحصول على جميع الأصناف بجودة جيدة، حيث كانت معظمها مستعملة ومتآكلة. (McDonald 1983).

## التحديدات
| صورة | صورة | العاهل                  | العاهل | سنين      | تعبير                              | المصممين                                          |
| --- | ---- | ----------------------- | ------ | --------- | ---------------------------------- | ------------------------------------------------- |
| |      | الملك إدوارد السابع     |        | 1910      | 92.5% فضة، 7.5% نحاس               | الوجه: جورج دبليو دي سولس العكس: WHJ Blakemore \| |
| |      | الملك جورج الخامس       |        | 1911-36   | 92.5% فضة، 7.5% نحاس               | الوجه: توماس إتش باجيت العكس: WHJ Blakemore       |
| |      | الملك جورج السادس       |        | 1938-45   | 92.5% فضة، 7.5% نحاس               | الوجه: توماس إتش باجيت العكس: WHJ Blakemore       |
| |      | الملك جورج السادس       |        | 1946 - 52 | 50% فضة، 40% نحاس، 5% زنك، 5% نيكل | الوجه: توماس إتش باجيت العكس: WHJ Blakemore       |
| |      | الملكة اليزابيث الثانية |        | 1953 - 63 | 50% فضة، 40% نحاس، 5% زنك، 5% نيكل | الوجه: ماري جيليك العكس: WHJ Blakemore            |
| These images are to scale at 2.5 pixels per millimetre. For table standards, see the جدول مواصفات العملات المعدنية . |      |                         |        |           |                                    |                                                   |

## تحويل العملة الأسترالية إلى نظام العشرية
في أواخر الخمسينيات من القرن العشرين، أرشدت لجنة العملة العشرية الحكومة الأسترالية إلى البدء في النظر في استبدال الأنظمة الإمبراطورية بالعملة العشرية. إن إدخال العملة العشرية من شأنه أن يبسط العمليات الحسابية، ويزيد من الكفاءة المالية، مما يؤدي في النهاية إلى نتائج اقتصادية إيجابية لأستراليا.
صرح جيرارد ماكمينوس في مجلة Management Today في فبراير 2014، "بعد ما يقرب من 50 عامًا، من حيث تنفيذ برنامج حكومي، لا يزال نظام العشرية بلا شك أحد الإصلاحات الأكثر سلاسة والأفضل تنفيذًا في تاريخ أستراليا".
أدى تحويل العملة الأسترالية إلى النظام العشري إلى تعزيز استقلال أستراليا الاقتصادي وتعزيز الرموز الأسترالية.
وبعد التحويل إلى النظام العشري، أصبحت الستة بنسات تساوي خمسة سنتات (6 بنسات = 5 سنتات).
وبناءً على ذلك، كانت العملة المعدنية الجديدة من فئة الخمسة سنتات لها نفس الحجم والقيمة تمامًا مثل العملة القديمة من فئة الستة بنسات.
اعتبارًا من عام 2021، تحتفظ العملة المعدنية بقيمة خمسة سنتات بنفس حجم وقيمة العملة القديمة بقيمة ستة بنسات. وبناءً على ذلك، لم يقوموا بإلغاء تداول العملات القديمة من فئة ستة بنسات في أستراليا مطلقًا، ولا يزال من الممكن العثور عليها مقابل بعض التغيير من حين لآخر.
وينطبق الشيء نفسه على الشلن الذي أصبح عشرة سنتات، والفلورين الذي أصبح عشرين سنتًا.
على عكس المملكة المتحدة، حيث سحبت العملات المعدنية بحجم الشلن والفلورين في التسعينيات لصالح العملات المعدنية العشرية الأصغر، فإن العملات المعدنية الأسترالية من فئة 10 سنت و20 سنت لم يتقلص حجمها مطلقًا، مما يعني أنه يمكن أيضًا العثور على الشلن والفلورين أحيانًا في العملات المعدنية.

## علامات سك العملات المعدنية
- د : دنفر
- م :ملبورن
- اللغة الإنجليزية: PL :لندن
- س : سان فرانسيسكو

## قراءة إضافية
- جميع قيم العملات، قيم الستة بنسات، تم الاطلاع عليها في 1 أكتوبر، https://www.allcoinvalues.com/australian-coins-and-notes/1955-australian-sixpence-value.html
- كارسون، راج 1963، عملات العالم، دار هاربر ورو للنشر، نيويورك، الولايات المتحدة الأمريكية.
- كوهاج، جي 2015، الكتالوج القياسي للعملات العالمية: 1801-1900، منشورات كراوس، الولايات المتحدة.
- مايكل، ت 2020، الكتالوج القياسي للعملات العالمية 2001-التاريخ، منشورات كراوس، الولايات المتحدة.
- الأرنب، م 1993، كتاب العملات: التاريخ الأسترالي من خلال العملات المعدنية، هيل وإيريمونجر، أستراليا.
- ريس، ب. 2017، داخل الخزنة: تاريخ وفن العملات الأسترالية، دار نيوساوث للنشر، أستراليا.
- TDK، عملات معدنية من فئة ستة بنسات أسترالية من عام 1910 إلى عام 1936، تم الاطلاع عليها في الأول من أكتوبر، http://www.tdkapdc.com.au/australian-sixpence-1910-to-1936.html

## روابط خارجية
- عملات من أستراليا / نوع العملة: ستة بنسات - نادي العملات على الإنترنت
- ستة بنسات | ورقة زرقاء

| سبقه {{{سبقه}}} | {{{العنوان}}} {{{الأعوام}}} | تبعه {{{تبعه}}} |